# Іванівська сільська рада (Арбузинський район)
Іва́нівська сільська́ ра́да — орган місцевого самоврядування в Арбузинському районі Миколаївської області. Адміністративний центр — село Іванівка.

## Загальні відомості
- Територія ради: 5,047 км²
- Населення ради: 993 особи (станом на 2001 рік)
- Територією ради протікає річка Південний Буг.

## Населені пункти
Сільській раді підпорядковані населені пункти:
- с. Іванівка
- с. Панкратове

## Склад ради
Рада складається з 12 депутатів та голови.
- Голова ради: Нуца Василь Петрович
- Секретар ради: Гончарова Тетяна Миколаївна

### Керівний склад попередніх скликань
| ПІБ                  | Основні відомості                                                                       | Дата обрання | Дата звільнення |
| -------------------- | --------------------------------------------------------------------------------------- | ------------ | --------------- |
| Бузак Юрій Борисович | Сільський голова, 1979 року народження, член Соціалістичної партії України              | 26.03.2006   | 01.06.2008      |
| Нуца Василь Петрович | Сільський голова, 1956 року народження, безпартійний                                    | 30.11.2008   | 31.10.2010      |
| Нуца Василь Петрович | Сільський голова, 1979 року народження, освіта середня спеціальна, член Партії регіонів | 31.10.2010   |                 |

Примітка: таблиця складена за даними джерела